# Comala (kommun)
Comala är en kommun i Mexiko.   Den ligger i delstaten Colima, i den södra delen av landet, 500 km väster om huvudstaden Mexico City. Antalet invånare är 20 888. Arean är 254 kvadratkilometer.
Terrängen i Comala är huvudsakligen kuperad, men västerut är den bergig.
Följande samhällen finns i Comala:
- Comala
- Suchitlán
- La Nogalera
- Nogueras
- La Becerrera
- Los Colomos
- Agosto